# 도 (행정 구역)
도(道, Circuit)는 행정 구역의 이름이다. 중국에서 유래했으며, 현재는 대한민국과 조선민주주의인민공화국, 일본에서 도를 행정구역으로 쓰고 있다. 도는 가장 상위의 행정구역에 부여되어 왔으며, 지역 및 시대에 따라서는 차이도 존재한다. 영어로는 circuit로 번역되나, 이는 유럽의 순회 재판소, 선교구 등을 가리키는 의미로, 현재 한국에서는 province로, 일본의 도는 현과 마찬가지로 prefecture로 번역한다.

## 중국
도는 처음에 중국에서 한나라 때 이민족의 거주지역에 붙여진 명칭이었으나, 당나라 때에는 10개의 도가 최고행정구역으로 설정되었고, 도 밑에 주(州)·부(府) 등을 두었다. 그 후 원나라 때 성(省)이 최고행정구역으로 설정되면서 도는 성의 하위 행정구역이이자 주·부의 상위 행정구역으로 중간 행정계층이 되었고, 명나라·청나라 때에도 이어졌다. 도는 중화민국 대륙 시기이던 1928년에 폐지되어 현재는 사용되지 않는다.

## 한반도
한국에서는 부여에서 사출도(四出道)로 그 이름이 나오며, 수도를 제외한 전국을 네 부분으로 나눈 것이었다. 그 후 고려 성종 때 광역 행정구역으로 10도를 두면서 다시 도 명칭이 생겼고, 현종 때 전국을 양광도(楊廣道) ·경상도(慶尙道) ·전라도(全羅道) ·교주도(交州道) ·서해도(西海道)와 동계·북계로 나누어 5도 양계로 정비했다. 그러나 고려 시대의 도제는 도와 동격인 목(牧)이 존재하고 하부 행정구역에 지방관이 파견되지 않는 경우가 많은 등 불완전한 것이었다. 조선이 건국된 후 태종 때 지방 최고행정구역으로서의 도제를 실시하고 하위 행정구역을 두고 모든 하위 행정구역에 지방관을 파견하면서 도제를 확립했다.
조선 시대의 도제는 전국을 경기도 ·충청도 ·전라도 ·경상도 ·강원도 ·황해도 ·함경도 ·평안도의 팔도로 나누어 대략적으로 지금과 유사한 경계와 명칭이 정해졌고, 오늘날까지 이어지는 광역행정구역의 기원이 되었다. 8도는 조선 후기까지도 이어지다 1894년 갑오개혁으로 도제를 폐지하고 전국을 23부로 나누었다가 1년 여 만에 도제를 부활했으며, 기존의 충청도·전라도·경상도·함경도·평안도는 남북으로 나누어 전국을 13도로 구분했다. 13도제는 일제강점기에도 이어지다가 남북 분단 후 대한민국 쪽에는 전라남도에서 제주도를 분리·신설하여 9도가 되었고, 조선민주주의인민공화국 쪽에는 5도와 경기도·강원도의 일부가 포함되었으나, 이후 황해도를 남북으로 분리하고 일부 지역 경계를 조정하여 대한민국의 강원도와 다른 강원도를 추가하고 자강도·량강도를 신설, 9도가 되어 남북한 모두 9개 씩의 도가 존재하고 있다. 대한민국에서는 2006년 제주도를 자치권의 범위를 확대한 제주특별자치도로 개편하였으며, 2023년에는 강원도를 추가로 강원특별자치도로 개편하였다. 2024년에는 전라북도를 추가로 전북특별자치도로 개편하였다.

### 대한민국
대한민국에는 경기도, 충청남도, 충청북도, 전라남도, 경상남도, 경상북도, 강원특별자치도, 전북특별자치도, 제주특별자치도가 있다.

### 조선민주주의인민공화국
조선민주주의인민공화국에는 평안남도, 평안북도, 황해남도, 황해북도, 강원도, 함경남도, 함경북도, 자강도, 량강도가 있다.

## 일본
일본에서는 도의 기원에 대해 여러 설이 있으나, 7세기 덴무 천황 때 수도와 주변을 5국, 그 외 전국을 산천과 바다를 경계로 7도로 나눈 것이 시초로 알려져 있다. 이를 고키시치도(五畿七道)라 불렀다. 고키시치도의 7도 중 대륙과의 외교 관계에서 중요한 규슈 지역의 사이카이도(西海道)를 제외하면 행정구역이 설정된 것은 아니고, 이후 번을 중심으로 한 봉건 제후들의 세분화된 통치가 이어졌으나, 19세기까지 일본의 지역 구분으로 중요한 역할을 하였다.
1869년 에조치를 홋카이도(北海道)로 개명하면서 도가 하나 추가되어 고키하치도(五畿八道)라 부르게 되다가, 1871년 폐번치현으로 지방통치기관을 중앙정부가 통제하는 부(府)·현(県)으로 정비하면서 고키하치도를 병행하여 사용하다가 1885년 고키하치도를 폐지하면서 도가 사라졌으나, 1886년 구 홋카이도 지역을 관할하는 홋카이도청이 설치되어 홋카이도는 부활하여 현재에 이른다.
오늘날 일본의 도는 홋카이도에만 공식적으로 그 명칭이 남아 있으나, 도카이도(東海道)·호쿠리쿠도(北陸道) 등의 이름은 지역 구분 등에 종종 쓰이고 있다. 도쿄도의 '도'는 東京都로 표기하며, 별도의 행정구역이다. (도도부현, ja:都 참조)
조선 병탄 시기에 조선총독부는 조선 지역에 대해서는 13도제를 그대로 유지하였으나 이 도는 일본의 도와는 차이가 있었다.

## 이탈리아
이탈리아의 도는 주 다음에 해당하는 행정 구역이다. 도 아래에는 여러 코무네를 두고 있다. 이탈리아에는 107개의 도가 위치하고 있으며 이탈리아를 구성하는 20개 주 가운데 19개 주는 모두 최소 2개 이상의 도를 밑에 두고 있다.

## 스페인
스페인의 도는 광역자치주에 속하는 행정 구역이다. 스페인에는 50개의 도가 위치하고 있으며 이들 도는 17개의 광역자치주에 속해 있다.

## 같이 보기
- 중국의 역대 행정 구역
- 조선팔도
- 십삼도
- 대한민국의 행정 구역
- 조선민주주의인민공화국의 행정 구역
- 일본의 행정 구역
- 고키시치도
- 일본의 도주제 논의